# 堪萨斯影评人协会
堪萨斯影评人协会（英語：Kansas City Film Critics Circle）是美国中部堪萨斯州的一个影评人协会，评选颁发堪萨斯影评人协会奖。它建立于1967年。

## 分类
其主要奖项有：
- 最佳男主角
- 最佳女主角
- 最佳动画片
- 最佳导演
- 最佳纪录片
- 最佳影片
- 最佳外语片
- 最佳改编剧本（2004年至今）
- 最佳原创剧本（1991年、2004年）
- 最佳男配角
- 最佳女配角

## 多奖得主
堪萨斯影评人协会奖的多奖得主有：《型男飛行日誌》、《为奴十二年》、《世紀教主》、《力挽狂瀾》、《聯航93》、《少年Pi的奇幻漂流》。